# Limia sulphurophila
Limia sulphurophila är en fiskart som beskrevs av Rivas, 1980. Limia sulphurophila ingår i släktet Limia och familjen Poeciliidae. Inga underarter finns listade i Catalogue of Life.